# Zeittafel zum Buddhismus
Historischer Überblick zum Buddhismus. Die nachfolgenden genannten Angaben zu den Lebensdaten Buddhas basieren auf der derzeit vorherrschenden sog. „korrigierten langen Chronologie“. Von anderen Forschern wird die nicht einheitlich gehandhabte „kurze Chronologie“ bevorzugt, der zufolge das Todesjahr Buddhas irgendwo im Zeitraum zwischen 420 und 368 v. Chr. zu suchen ist. Unbedingt empfehlenswert ist die Lektüre des Abschnitts Chronologie im Beitrag Siddharta Gautama.

## Altertum
| Jahr(e) /Jahrhundert   | Ereignisse                                                                                         |
| ---------------------- | -------------------------------------------------------------------------------------------------- |
| Vor Christi Geburt     | |
| 563–483 v. Chr.        | Siddhartha Gautama Buddha                                                                          |
| 534 v. Chr.            | mit 29 Jahren wurde Siddhartha Gautama Buddha, auf der Suche nach Erlösung, ein Asket.             |
| 528 v. Chr.            | In seinem 35. Lebensjahr erreichte Siddhartha Gautama Buddha die vollkommene Erleuchtung.          |
| 483 v. Chr.            | Konzil zu Rajagriha (Indien)                                                                       |
| 383 v. Chr.            | Konzil zu Vaishali (Indien)                                                                        |
| 4. Jahrhundert v. Chr. | Entstehung des Hinayana                                                                            |
| 280 v. Chr.            | Entstehung des Pudgalavada (Vatsiputriya)                                                          |
| 268–232 v. Chr.        | Kaiser Ashoka, Herrscher der Maurya-Dynastie in Indien                                             |
| 253 v. Chr.            | Konzil zu Pataliputra (Indien)                                                                     |
| 244 v. Chr.            | Entstehung des Sarvastivada                                                                        |
| 240 v. Chr.            | Buddhismus in Sri Lanka                                                                            |
| 80 v. Chr.             | Niederschrift des Pali-Kanons auf Sri Lanka                                                        |
| 1. Jahrhundert v. Chr. | Entstehung des Mahayana                                                                            |
| 1. Jahrhundert         | |
| 1. Jahrhundert         | Entstehung der Glaubensschule (Amidismus)                                                          |
| 65                     | Buddhismus in China                                                                                |
| 1./2. Jahrhundert      | König Kanischka I., Herrscher der Kuschanas (Indo-Skythen)                                         |
| 2. Jahrhundert         | |
| 100–165                | Wahrscheinliche Lebenszeit von Nagarjuna, Begründer des Madhyamaka-Systems (Schule der Madhyamika) |
| 150                    | Entstehung der Sautrantika                                                                         |

## Mittelalter
| Jahr(e) / Jahrhundert | Ereignisse |
| --------------------- | --- |
| 3. Jahrhundert        | |
| 3. Jh.                | Entstehung der Lotos-Schule (Saddharmapundarika)                                                                  |
| 3. Jh.                | Entstehung der tantrischen Schulen des Buddhismus in Indien                                                       |
| 3. Jh.                | Harivarman, Philosoph der Sautrantika                                                                             |
| 3. Jh.–5. Jh.         | Errichtung der Höhlentempel im Bamiyan-Tal (Afghanistan)                                                          |
| 4. Jahrhundert        | |
| 372                   | Buddhismus in Korea                                                                                               |
| 4. Jh.                | Asanga und Vasubandhu, Begründer des Vijñānavāda- (Yogacara-)Systems                                              |
| 5. Jahrhundert        | |
| 5. Jh.                | Entstehung der Jingtu-zong (Amitabha-Verehrung) in China                                                          |
| 5. Jh.                | Errichtung der Klosteruniversität von Nalanda (größtes Lehrzentrum der antiken Welt)                              |
| 5. Jh.                | Buddhagosa, bedeutendster Scholastiker des Theravada                                                              |
| 6. Jahrhundert        | |
| 532                   | Buddhismus in Japan                                                                                               |
| 6. Jh.                | Bodhidharma, Begründer der Chan-Schule (Zen) in China                                                             |
| 6. Jh.                | Gründung der Tiantai-zong in China                                                                                |
| 8. Jahrhundert        | |
| 8. Jh.                | Übertragung des Chakrasamvara-Tantra durch die Sambhogakaya-Dakini Vajravarahi                                    |
| 8. Jh.                | Einführung des Buddhismus in Tibet durch Trisong Detsen, Padmasambhava und Shantaraksita                          |
| 8. Jh.                | Entstehung der Nara-Sekten in Japan: Sanron-shū, Jōjitsu-shū, Kusha-shū, Hossō-shū, Kegon-shū und Risshū          |
| 767–822               | Dengyo Daishi (Saichō), Begründer der Tendai-shū in Japan                                                         |
| 774–835               | Kobo Daishi (Kūkai), Begründer der Shingon-shū in Japan                                                           |
| 797                   | Einweihung des 1. Klosters in Samye Tibet, Begründung der Nyingma-Schule                                          |
| 750–1199              | Pala (Dynastie) von Bengalen                                                                                      |
| 9. Jahrhundert        | |
| 9. Jh.                | Errichtung des Borobudur auf Java (Indonesien)                                                                    |
| 9. Jh.                | Entstehung der Linji-zong (jap-Rinzai-shū) in China                                                               |
| 9. Jh.                | Übertragung des Kalachakra-Tantra                                                                                 |
| 10. Jahrhundert       | |
| 982–1054              | Atisha, Begründer der Kadampa in Tibet                                                                            |
| 11. Jahrhundert       | |
| 1073                  | Entstehung der Sakyapa in Tibet, durch Khön Könchog Gyalpo                                                        |
| 11./12. Jh.           | Entstehung der Kagyüpa in Tibet durch Marpa den Übersetzer                                                        |
| 1133–1212             | Hōnen Shonin (Genku), Begründer der Jōdo-shū in Japan                                                             |
| 12. Jahrhundert       | |
| 1141–1215             | Eisai Zenji, Begründer der Rinzai-shū in Japan                                                                    |
| 1173–1263             | Shinran Shonin, Begründer der Jōdo-Shinshū in Japan                                                               |
| 1199                  | die Moslems unter dem General Muhammed ibn Bhaktyar zerstören Nalanda, das letzte indische Zentrum des Buddhismus |
| 13. Jahrhundert       | |
| 1200–1253             | Dogen Zenji, Begründer der Sōtō-shū in Japan                                                                      |
| 1222–1282             | Nichiren, auf ihn berufen sich die Schulen des Nichiren-Buddhismus in Japan                                       |
| 14. Jahrhundert       | |
| 1357–1419             | Tsongkhapa, Begründer der Gelugpa in Tibet                                                                        |
| 14. Jh.               | Entstehung des Neuen Bön                                                                                          |
| 16. Jahrhundert       | |
| 1580                  | Gründung eines Priesterseminars der Nichiren-shū, heute Risshō-Universität                                        |

## Neuzeit
| Jahr(e) / Jahrhundert | Ereignisse |
| --------------------- | --- |
| 17. Jahrhundert       | |
| 1686–1769             | Hakuin Zenji, japanischer Zen-Meister und Reformer der Rinzai-Tradition                                                         |
| 17. Jh.               | Errichtung des Potala-Palastes durch den 5. Dalai Lama                                                                          |
| 18. Jahrhundert       | |
| ??                    | |
| 19. Jahrhundert       | |
| 1788–1860             | Arthur Schopenhauer, vom Buddhismus maßgeblich beeinflusster deutscher Philosoph                                                |
| 1864–1933             | Anagarika Dharmapala, singhalesischer Reformer des Theravada                                                                    |
| 1870–1966             | Daisetz Teitaro Suzuki, Zen-Gelehrter in Japan                                                                                  |
| 1876                  | Formale Gründung der Nichiren-shū                                                                                               |
| 1891–1956             | Bhimrao Ramji Ambedkar, Erneuerer des Buddhismus in Indien                                                                      |
| 1898–1985             | Lama Anagarika Govinda (E.L. Hoffmann), buddhistischer Gelehrter, Gründer des Arya Maitreya Mandala                             |
| 20. Jahrhundert       | |
| 20. Jh.               | Der Buddhismus gelangt in die westliche Welt                                                                                    |
| 1905–1993             | Buddhadasa Bhikkhu, thailändischer Reformmönch des Theravada                                                                    |
| 1914–1982             | Taisen Deshimaru Roshi, japanischer Meister des Sōtō-Zen, Gründer des ersten Zen-Tempels in Europa                              |
| 1914                  | Gründung der Kokuchūkai durch Tanaka Chigaku                                                                                    |
| 1920–1970             | Kulatissa Nanda Jayatilleke, sri-lankischer Reformbuddhist                                                                      |
| 1922                  | Nichiren-Shōshū, formale Gründung                                                                                               |
| 1926                  | Thich Nhat Hanh, vietnamesischer Mönch und Vertreter der buddhistischen Friedensbewegung                                        |
| 1933                  | Sulak Sivaraksa, thailändischer Reformbuddhist                                                                                  |
| 1936                  | Gründung der Shinnyo-En in Japan                                                                                                |
| 1937                  | Gründung der Sōka Gakkai in Japan                                                                                               |
| 1938                  | Gründung der Risshō Kōseikai in Japan                                                                                           |
| 1951                  | Einmarsch der chinesischen Volksbefreiungsarmee in Tibet, Beginn der Zerstörung der buddhistischen Kultur des Landes            |
| 1950                  | Gründung der World Fellowship of Buddhists (internationale buddhistische Dachorganisation)                                      |
| 1954–1956             | Theravada-Konzil in Burma |
| 1955                  | Gründung der Deutschen Buddhistischen Union                                                                                     |
| 1956                  | Bhimrao Ramji Ambedkar und mit ihm ca. 400.000 Dalits konvertieren zum Buddhismus                                               |
| 1959                  | Flucht des XIV. Dalai Lama ins indische Exil                                                                                    |
| 1975                  | Gründung der Europäischen Buddhistischen Union                                                                                  |
| 1983                  | Volle gesetzliche Anerkennung des Buddhismus in Österreich                                                                      |
| 1987                  | Gründung von Sakyadhita (International Association of Buddhist Women) in Bodhgaya, Indien                                       |
| 1989                  | INEB (International Network of Engaged Buddhists) gegründet                                                                     |
| 1991                  | „Exkommunizierung“ einiger SGI Leiter, inklusive Daisaku Ikeda, aus der Nichiren-Shōshū                                         |
| 1997                  | „Exkommunizierung“ der Anhänger der Sōka Gakkai aus der Nichiren-Shōshū                                                         |
| 21. Jahrhundert       | |
| 2000                  | Internationale Anerkennung des Vesakh-Feiertages durch die UN                                                                   |
| 2001                  | Buddha-Statuen von Bamiyan durch Taliban zerstört.                                                                              |
| 2004                  | Einige buddhistische Mönche in Sri Lanka gewinnen 9 Sitze für ihre Partei (JHU – Jathika Hela Urumaya) bei den Parlamentswahlen |